# Järfälla
Järfälla is een Zweedse gemeente in Uppland. De gemeente behoort tot de provincie Stockholms län. Ze heeft een totale oppervlakte van 63,4 km² en telde 61.564 inwoners in 2004.

## Plaatsen
- Lund (Uppland)

## Geboren
- Niklas Zennström (1966), ondernemer
- Johan Mjällby (1971), voetballer
- Marko Tuomela (1972), Fins voetballer